# 馮永楨
馮永楨，字介石，山東益都縣人，清朝政治人物。

## 生平
順治二年（1645年）舉乙酉科山東鄉試，順治三年（1646年）聯登丙戌科三甲進士，任直隸昌平縣知縣，后降職擔任黃岩縣知縣。